# Biskup Kościoła Ewangelicko-Augsburskiego w RP
Biskup Kościoła Ewangelicko-Augsburskiego w RP – urząd zwierzchnika Kościoła Ewangelicko-Augsburskiego w RP. Sprawuje także urząd nadzorujący („episkope”) w całym Kościele. Sprawuje również duchową opiekę nad wszystkimi duchownymi Kościoła, kieruje pracami Kościoła jako Prezes Konsystorza, ordynuje duchownych oraz wyświęca biskupów. Wybierany jest przez Synod Kościoła spośród duchownych mających za sobą co najmniej 15 lat służby w Kościele. Jego kadencja trwa dziesięć lat, z możliwością powtórnej elekcji. Siedzibą Biskupa Kościoła jest miasto stołeczne Warszawa. Od 2010 zwierzchnikiem Kościoła Ewangelicko-Augsburskiego w RP jest biskup Jerzy Samiec.

## Historia

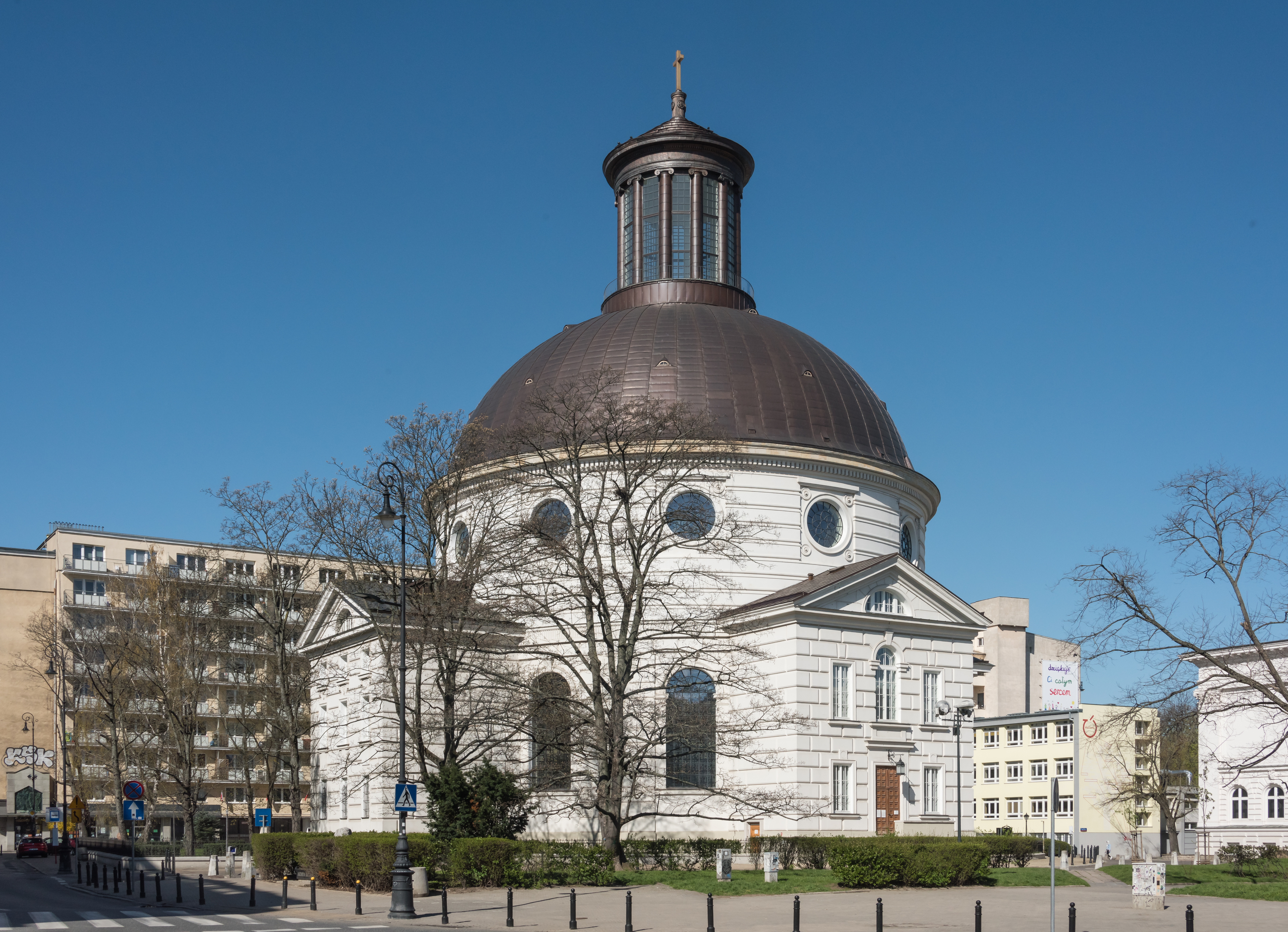
Kościół św. Trójcy w Warszawie miejsce konsekracji Biskupa Kościoła.

Po I wojnie światowej przestał istnieć Kościół Ewangelicko-Augsburski w Królestwie Polskim, jego dotychczasowy zwierzchnik, superintendent generalny ks. Juliusz Bursche został zwierzchnikiem Kościoła Ewangelicko-Augsburskiego w RP. W 1937 roku został zgodnie z nowym prawem wewnętrznym pierwszym Biskupem Kościoła Ewangelicko-Augusburskiego. Po II wojnie światowej, w wyniku której zginął bp Juliusz Bursche władze Kościoła zdecydowały o wyborze na stanowisko tymczasowego zwierzchnika Kościoła ks. Jana Szerudę, który pełnić miał obowiązki biskupa do czasu zwołania pierwszego po wojnie Synodu Kościoła. Władze państwowe nie zgodziły się jednak na jego wybór. Synod wybrał więc w 1951 roku na to stanowisko ks. Karola Kotulę. W 1952 roku Synod wybrał biskupa-adiunkta, który miał pomagać biskupowi w pełnieniu obowiązków; został nim ks. Zygmunt Michelis. Biskup Kotula przeszedł na emeryturę w 1959 roku, Synod wybrał nowego Biskupa ks. Andrzeja Wantułę. W 1975 roku bp Andrzej Wantuła przeszedł w stan spoczynku, zastąpił go ks. Janusz Narzyński. Brał on udział w Obradach Okrągłego Stołu jako jeden z trzech (obok ks. Bronisława Dembowskiego i ks. Alojzego Orszulika) obserwatorów kościelnych. Po przejściu na emeryturę bpa Narzyńskiego, Synod dokonał wyboru ks. Jana Szarka na stanowisko Biskupa Kościoła, w związku ze zmianami przepisów kościelnych był on pierwszym wybranym na 10-letnią kadencję biskupem (jego poprzednicy pełnili tę funkcję do czasu przejścia na emeryturę). W 2000 roku Synod Kościoła wybrał ks. Janusza Jaguckiego na nowego Biskupa Kościoła. W 2009 roku w trakcje wiosennej sesji Synodu Kościoła poinformowano o ustaleniach Komisji Historycznej, zgodnie z którymi uznano ks. bp Janusza Jaguckiego tajnym i świadomym współpracownikiem Służby Bezpieczeństwa, złożył on wniosek o wotum zaufania, którego nie otrzymał. W związku z zaistniałą sytuacją Synod postanowił skrócić jego kadencję do momentu wyboru nowego biskupa i wprowadzenia go w urząd, czyli do stycznia 2010 r. Głosowanie nad wotum zaufania dla Jaguckiego, było pierwszym tego rodzaju głosowaniem w historii polskiego Kościoła Ewangelicko-Augsburskiego.
24 czerwca 2009 r. podczas Ogólnopolskiej Konferencji Duchownych Kościoła Ewangelicko-Augsburskiego we Wrocławiu dokonano typowania kandydatów, spośród których w czasie jesiennej sesji synodu został wybrany nowy biskup. W wyniku tajnego głosowania spośród pięciu kandydatów wyłonionych we wstępnym głosowaniu konferencja wybrała trzech księży, którzy zostali przedstawieni Synodowi Kościoła jako oficjalni kandydaci duchownych na urząd Biskupa Kościoła:
- ks. Marek J. Uglorz,
- ks. Jerzy Samiec,
- ks. Adrian Korczago.

17 października 2009 roku w czasie obrad XII sesji Synodu Kościoła wybrano ks. Jerzego Samca na stanowisko zwierzchnika Kościoła Ewangelicko-Augsburskiego. Otrzymał on 38 głosów spośród 63 oddanych. Uroczystość konsekracji nowego biskupa odbyła się 6 stycznia 2010 roku w Kościele Świętej Trójcy w Warszawie.

## Kompetencje
Zgodnie z zapisami Zasadniczego Prawa Wewnętrznego Kościoła Ewangelicko-Augsburskiego w Rzeczypospolitej Polskiej Biskup Kościoła:

1. sprawuje duchową opiekę nad wszystkimi księżmi, katechetami, diakonami, siostrami diakonisami,
2. kieruje przygotowaniem religijnym i naukowym, sprawuje piecze i nadzór nad działalnością duchownych,
3. otacza opieką kandydatów na duchownych Kościoła w zakresie religijno-dogmatycznym i moralnym oraz nadzór nad ich pracą w Kościele,
4. przewodniczy Kościelnej Komisji Egzaminacyjnej dla kandydatów na duchownych, dla Wikariuszy oraz katechetów,
5. ordynuje kandydatów na duchownych osobiście lub deleguje Biskupa Diecezjalnego, w którego Diecezji odbywa się ordynacja,
6. wyświęca siostry diakonise, powołuje i odwołuje Duszpasterza Diakonatu, mianuje członków Rady Opiekuńczej Diakonatu,
7. poświęca kościoły i kaplice osobiście lub przez delegowanego Biskupa Diecezjalnego, w którego Diecezji odbywa się uroczystość,
8. zwołuje przynajmniej raz na kwartał Konferencję Biskupów dla omówienia spraw ogólnokościelnych,
9. wraz z Konferencją Biskupów przygotowuje i zwołuje coroczną ogólnopolską Teologiczną Konferencję Księży,
10. udziela misji kanonicznej niezbędnych do nauczania kościelnego i kształcenia teologicznego,
11. powołuje Generalnego Wizytatora Nauczania Kościelnego,
12. wizytuje Parafie co najmniej raz na dziesięć lat,
13. konsekruje (wyświęca) i wprowadza na ustanowione stanowisko wszystkich Biskupów,
14. wydaje listy pasterskie,
15. składa Synodowi Kościoła sprawozdania o stanie Kościoła,
16. decyduje o dopuszczalności ślubu kościelnego w przypadkach, gdy poprzednie małżeństwo jednego z nowożeńców zostało rozwiązane wyrokiem sądu powszechnego.
17. na wniosek zainteresowanego duchownego po pozytywnym zaopiniowaniu przez Biskupa Diecezjalnego, może udzielić duchownemu pisemnej zgody na podjęcie dodatkowej pracy o niedoraźnym charakterze, która będzie wykonywana poza otrzymanym w ramach Kościoła mandatem.

## Lista biskupów
|  | Kadencja  | Biskup                       | Urodzony                      | Zmarł                        | Uwagi                                                              |
|  | --------- | ---------------------------- | ----------------------------- | ---------------------------- | ------------------------------------------------------------------ |
|  | 1904–1942 | ks. dr Juliusz Bursche       | 19 września 1862, Kalisz      | 20 lutego 1942, Berlin       | Według innych źródeł zginął w obozie koncentracyjnym Sachsenhausen |
|  | 1945–1951 | ks. prof. Jan Szeruda (p.o.) | 26 grudnia 1889, Wędrynia     | 21 marca 1962, Warszawa      | Pełniący obowiązki biskupa                                         |
|  | 1951–1959 | ks. dr Karol Kotula          | 26 lutego 1884, Cierlicko     | 8 grudnia 1968, Warszawa     |                                                                    |
|  | 1959–1975 | ks. prof. Andrzej Wantuła    | 26 listopada 1905, Ustroń     | 15 czerwca 1976, Warszawa    |                                                                    |
|  | 1975–1991 | ks. dr Janusz Narzyński      | 14 marca 1928, Warszawa       | 14 marca 2020, Warszawa      |                                                                    |
|  | 1991–2001 | ks. dr Jan Szarek            | 13 lutego 1936, Bielsko-Biała | 8 października 2020, Cieszyn |                                                                    |
|  | 2001–2010 | ks. Janusz Jagucki           | 14 lutego 1947, Sorkwity      | 13 maja 2025                 | Kadencja skrócona                                                  |
|  | od 2010   | ks. Jerzy Samiec             | 27 marca 1963, Cieszyn        |                              | 12 października 2019 wybrany na drugą 10-letnią kadencję           |